# Gangfolge
Mit Gangfolge wird der festgelegte Weg bezeichnet, den ein Zusteller von Postsendungen für die Auslieferung von Briefen in seinem Zustellbezirk zurücklegt. Ehe er seinen Weg antritt, sortiert er sein Zustellgut in die richtige Reihenfolge der Auslieferung in Gangfolge. Um ihn dabei zu unterstützen, kann im Briefzentrum mit einer Gangfolgesortiermaschine eine Vorsortierung erfolgen. Die endgültige Sortierung erfolgt im Zustellstützpunkt oder Vorbereitungszentrum mittels Sortierspinden. Dabei werden die Sendungen in Fächer eingelegt, die jeweils einer Menge von Haushalten entsprechen. Nachdem alle Sendungen einsortiert sind, werden diese aus den Fächern gezogen und verpackt.